# Veľké Raškovce
Veľké Raškovce (in ungherese Nagyráska) è un comune della Slovacchia facente parte del distretto di Michalovce, nella regione di Košice.